# Zheng (stat)
Zheng (郑国; Zhèngguó) var en historisk feodalstat i Kina under Zhoudynastin och existerade från 806 f.Kr. till 375 f.kr.
Zhengs första ledare var Hertig Huan (鄭桓公) (r. 806–771 f.kr.). Hertig Huan var son till Kung Li  och bror till Kung Xuan. Zhengs territorium var södra delen av dagens Henan. Inledningsvis styrdes Zheng från staden med samma namn; Zheng (dagens Hua) som låg precis öster om Zhoudynastins huvudstad Haojing i Shaanxi. Hertig Huan flyttade snart huvudsätet öster ut till Xinzheng i Henan.
På slutet av 700-talet f.kr. attackerade Zheng de kungliga arméerna och lyckades ockupera en del land. Kung Huans arméer besegrades och kungen skadades. Zheng hade fortsättningsvis ett flertal militära konflikter med både de andra feodalstaterna men även med kungarna. 375 f.kr. erövras Zheng av staten Han.